# Convenția anglo-rusă
Convenția anglo-rusă din 1907 sau Convenția dintre Regatul Unit și Rusia cu privire la Persia, Afganistan și Tibet, a fost semnat pe 31 august 1907 în St. Petersburg, Rusia. Convenția a pus capăt rivalității îndelungate al celor două puteri din Asia Centrală și a permis să-i surclaseze pe germani, care amenințau să lege Berlinul cu Bagdadul cu o nouă cale ferată, fapt care ar fi atras în mod definitiv Imperiul Otoman în sfera de influență a Germaniei. 
Convenția a pus capăt îndelungatei dispute cu privire la Persia. Regatul Unit a promis că nu se va mai amesteca în nordul Persiei, iar Rusia a recunoscut sudul Persiei ca parte a sferei de influențe britanice. De asemenea, Rusia a promis că nu se va mai amesteca în Tibet și Afganistan. În schimb, Londra urma să asigure sprijin politic și să faciliteze obținerea de către ruși a unor împrumuturi..  Convenția a îmbunătățit relațiile încordate ruso-britanice prin consoliarea granițelor care defineau controlul celor două puteri in Persia,  Afganistan și Tibet. Documentul delimita sferele de influență în Persia, stipula că niciuna dintre cele două țări nu se vor amesteca în afacerile interne ale Tibetului și recunoștea interesele britanice în Afganistan. Această convenție a deschis cale formării Triplei Înțelegeri.

## Cadrul istoric
În timpul ultimelor trei decenii ale secolului al XIX-lea, creșterea influenței Imperiului Rus în Asia Centrală, pe de-o parte, și consolidarea dominației Imperiului Britanic în sudul Asiei, pe de altă parte, au dus la rivalitate crescută între cele două imperii coloniale. Interesele conflictuale aveau în centru Afganistanul, Iranul și Tibetul, trei state care constituiau zonele tampon dintre posesiunile coloniale ale britanicilor și rușilor în Asia. Creșterea puterii Imperiului German și înfrângerea umilitoare din 1905 a Rusiei de către nou apăruta putere asiatică Imperiul Japonez în  Războiul ruso-japonez, au convins pe anumiți responsabili ai guvernelor britanic și rus să încerce să își rezolve conflictele lor latente. 

### Creșterea puterii Germaniei
Pe 20 mai 1882, Germania a format Tripla Alianță  cu Italia și Austro-Ungaria, completând ascensiunea sa industrială și socio-politică pe arena mondială. Mai mult, Germania și-a mărit spectaculos producția militară de la începutul secolului al XX-lea până la izbucnirea Primului Război Mondial. În noul imperiu (proclamat în 1871), guvernul s-a străduit să cească avuția națională și țara a ajuns la o culme a puterii. În timp ce Marea Britanie și Rusia erau îngrijoarte de imperialismul noii Germanii, membrii Triplei Alianțe au fost, la rândul lor, amenințați în bună măsură de tacticile agresive de politică externă ale Marii Britanii și Rusiei și de bogăția obținută din coloniile lor.
Din aceste motive, expansiunea teritorială și dezvoltarea militară au fost factorii cheie pe care liderii germani îi luau în considerațe atunci când plănuiau transformarea Germaniei într-un jucător de prim rang pe arena internațională. Orientul Mijlociu a ocupat o poziție secundară în preocupările Germaniei, fiind una subordonată obiectivului princial al imperiului – Europa și America – de-a lungul întregii perioade a sfârșitului secolului al XIX-lea și începutul celui de-al XX-lea. Deși avea o importanță secundară, politica germană  în Orientul Mijlociu a fost un instrument folosit pentru manipularea puterilor europene în lupte una împotriva celeilalte. Pe de altă parte, germanii s-au implicat în mod pașnic în economia Imperiului Otoman, iar Berlinul avea aspirații coloniale reduse în regiune. 

### Tulburările din Iran
În 1905, Teheranul a fost martorul intensificării mișcărilor revoluționare, iar șahul a fost forțat să accepte o  constituție, să permită formarea unei adunări parlamentare (majles) și să organizeze alegeri. Cei mai importanți revoluționari aveau obiective seculare, ceea ce a dus la aparția rupturilor în rândul clerului, un fapt în favoarea monarhului. Atât britanicii cât și rușii nu au fost de acord cu noile aranjamente politice liberale și instabile, preferând în schimb numirea unui guvern-marionetă stabil, dispus să cedeze în fața puterilor străine și să accepte obiectivele imperialiste ale acestora. 
Pentru a-și asigura controlul asupra Iranului, britanicii și rușii au negociat împărțirea țării în trei zone. Aceste negocieri prevedeau alocarea nordului țării, inclusiv Isfahanul, Rusiei, a regiunilor de sud-est, în particular a Kermanului, Sistan și Belucistan Regatului Unit, urmând ca restul teritoriului dintre cele două puteri să fie o „zonă neutră”. Împărțirea Iranului a întărit controlul marilor puteri asupra teritoriilor respective și a economiei lor și a deschis cale ingerințelor străine în sistemul politic iranian. Dată fiind influența străină, revoluția a fost depășită cu o combinație a acțiunilor puterilor europene și a monarhiei locale. Iranienii aveau să afle că „vecinii” lor erau cu mai primejdioși când, lăsând deoparte rilalitățile, își uneau eforturile. 
În consecință, în 1907, Marea Britanie și Rusia au semnat un acord de reglementare a intereselor lor economice și politice.

## Prevederile convenției
În ceea ce privește Iranul, acordul a recunoscut independența și integritatea țării, dar apoi a împărțit-o în trei zone separate de interes. Acordul a desemnat tot nordul Iranului, care era mărginit de teritoriile Imperiului Rus din Transcaucazia și Asia Centrală, ca o sferă exclusivă de influență pentru interesele rusești.
Zona nordică a fost definită ca începând de la Qasr-e Shirin în vest, la granița cu Imperiul Otoman, continuând prin Teheran, Isfahan și Yazd până la granița de est, unde frontierele Afganistanului, Iranului și Rusiei se intersectatau. 
O zonă mai puțin întinsă în zona de sud-est a Iranului, care se învecina cu India Britanică, a fost recunoscută ca sferă exclusivă de influență britanică. Zona britanică se extindea spre vest până la Kerman în zona central-sudică și mai apoi spre sud la Bandar Abbas. Zona care separa cele două sferă de influență, în care erau incluse partea centrală a țării și întreg sud-vestul Iranului a fost desemnată ca zonă neutră, în care cetățenii ruși și britanici puteau intra în competiție liberă pentru influență și privilegii comerciale. 
Pentru britanici și ruși, această înțelegere a fost importantă pentru stabilirea unei coordonări diplomatice care a rezistat până la Primul Război Mondial. În cadrul înțelegerii s-a hotărât ca guvernul iranian să fie consultat cu privire la prevederile convenției, dar până la urmă cabinetul de la Teheran a fost informat după semnarea documentului. Deși nu era capabil să se opună implementării acordului, guvernul iranian a refuzat să recunoască legitimitatea convenției de vreme ce, din perspectiva Iranului, amenința independența și integritatea teritorială a țării. 
Naționaliștii iranieini, în special, s-au simțit trădați de Marea Britanie, o țară pe care o consideraseră ca un far al democrației în timpul Revoluției Constituționale. Astfel, o urmare importantă a acordului a fost creșterea sentimentelor antibritanice și a altor atitudini antioccidentale ca parte a naționalismului iranian.
Înțelegerea nu a eliminat complet competiția dintre cele două puteri în ceea ce privește politicile în Iran, dar după 1907, cooperarea dintre ele a fost întărită, de cele mai multe ori în detrimentul intereselor iraniene. În mod particular, britanicii și rușii au intervenit în politica internă iraniană sprijinindu-i pe regaliști în lupta cu liberalii constituționaliști. 
Înțelegerea a durat până în 1918, când a fost denunțată de noul guvern revoluționar sovietic rus.

## Vedeți și
- Antanta cordială
- Alianța franco-rusă
- Campania din Persia (Primul Război Mondial)
- Invazia anglo-sovietică în Iran